# Francis Duteil
Pour les articles homonymes, voir Duteil.
Francis Duteil (né le 25 mars 1947 à Angoulême et mort le 9 octobre 2016 à Coulounieix-Chamiers) est un coureur cycliste français. Actif des années 1960 à 1980, il a été champion de France sur route amateur en 1976 et 1979. Son palmarès compte « 255 victoires en 2 000 courses disputées, de 1962 à 1989 ». Il a participé à la course sur route des Jeux olympiques de 1976 à Montréal.

## Palmarès
- 1962
  - Champion du Limousin sur route cadets
- 1965
  - 3e du Tour du Béarn
- 1967
  - Championnat d'Aquitaine des sociétés
  - 2e du championnat de France des sociétés
- 1969
  - 2e de Nancy-Strasbourg
  - 2e du Grand Prix d'Oradour-sur-Vayres
- 1970
  - Champion du Limousin sur route
  - Champion du Limousin des sociétés
  - Tour du Limousin :
    - Classement général
    - 2e étape

  - Boucles du Bas-Limousin
- 1971
  - Limoges-Saint-Léonard-Limoges
  - 3e des Boucles du Bas-Limousin
- 1972
  - 2e de Limoges-Saint-Léonard-Limoges
- 1973
  - 2e du Prix Albert-Gagnet
- 1974
  - Champion du Limousin des sociétés
  - Circuit de la vallée de la Creuse
- 1975
  - Circuit du Cantal :
    - Classement général
    - 1re étape

  - 2e des Boucles du Bas-Limousin
  - 3e du Grand Prix des Foires d'Orval
- 1976
  -  Champion de France sur route amateurs
  - Champion du Limousin des sociétés
  - Tour d'Ampurdan
  - 3e de Limoges-Saint-Léonard-Limoges
- 1977
  - Champion du Limousin sur route
  - Grand Prix d'Issoire
  - 5e étape du Tour d'Italie amateurs
  - 2e du Circuit du Cantal
  - 2e du Grand Prix d'Oradour-sur-Vayres
  - 2e du Grand Prix des Foires d'Orval
- 1978
  - Critérium de La Machine
  - 2e du Grand Prix des Foires d'Orval
  - 3e du Grand Prix de la Trinité
- 1979
  -  Champion de France sur route amateurs
  - Route Limousine :
    - Classement général
    - 2e et 3e étapes

  - 2e de Bordeaux-Royan
- 1980
  - Ronde de l’Armagnac
  - Critérium de La Machine
  - Grand Prix de la Tomate
  - Tour d'Ampurdan
  - 3e du championnat du Limousin sur route
  - 3e des Boucles du Tarn
- 1981
  - Tour de Dordogne
  - 3e étape du Circuit du Cantal
  - 4e étape des Trois Jours des Mauges
  - 3e des Trois Jours des Mauges
  - 3e du Tour de Corrèze
  - 3e du Grand Prix de la Tomate
- 1982
  - Champion du Limousin sur route
  - 1re et 2e étapes du Tour de Nouvelle-Calédonie
  - 3e du Bol d’or des amateurs